# East Hancock
East Hancock es un territorio no organizado ubicado en el condado de Hancock en el estado estadounidense de Maine. En el Censo de 2010 tenía una población de 94 habitantes y una densidad poblacional de 0,08 personas por km².

## Geografía
East Hancock se encuentra ubicado en las coordenadas 44°56′40″N 68°8′47″O / 44.94444, -68.14639. Según la Oficina del Censo de los Estados Unidos, East Hancock tiene una superficie total de 1244.83 km², de la cual 1147.77 km² corresponden a tierra firme y (7.8%) 97.05 km² es agua.

## Demografía
Según el censo de 2010, había 94 personas residiendo en East Hancock. La densidad de población era de 0,08 hab./km². De los 94 habitantes, East Hancock estaba compuesto por el 91.49% blancos, el 0% eran afroamericanos, el 4.26% eran amerindios, el 0% eran asiáticos, el 0% eran isleños del Pacífico, el 0% eran de otras razas y el 4.26% pertenecían a dos o más razas. Del total de la población el 0% eran hispanos o latinos de cualquier raza.